# Clinohelea albopennis
Clinohelea albopennis är en tvåvingeart som beskrevs av Lane 1944. Clinohelea albopennis ingår i släktet Clinohelea och familjen svidknott. Inga underarter finns listade i Catalogue of Life.